# Henri Anspach
Henri Lucien Ernest Eugène Anspach (Brussel·les, 10 de juliol de 1882 – 29 de març de 1979) va ser un tirador i pintor belga jueu que va competir a començaments del segle xx. Era cosí del també tirador Paul Anspach.
El 1912 va prendre part en els Jocs Olímpics d'Estocolm, on disputà quatre proves del programa d'esgrima. Guanyà la medalla d'or en la prova d'espasa per equips. En aquests mateixos Jocs també disputà les proves de sabre per equips, on fou cinquè, floret i espasa individual, on quedà eliminat en sèries.